# 芝加哥警察局
芝加哥警察局（简称CPD），是伊利诺伊州芝加哥市的重要执法机构，受到芝加哥市长的管辖。它是美国中西部地区最大，全国第二大的警察局，仅次于纽约市警察局。该局共有超过13,400位正式警官以及超过1,800位其他雇员。成立于1837年的芝加哥警察局同时也是世界上最早的现代警察部门之一。

## 历史
1825年，早于库科县的成立，当时的芝加哥归属皮奥里亚县管辖。阿奇博尔德·克里伯恩（Archibald Clybourn）被任命为该地区的警员，管辖从杜佩奇河到密歇根湖间的区域。克里伯恩后来成为芝加哥市的重要人物，克里伯恩大道（Clybourn Avenue）就是以其命名的。当1837年芝加哥镇被合并为市后，根据法律条款，需要选举出一名高级警员（High Constable）。接着高级警员将有权为6个城区各指派一位普通警员（Common Constable）。1855年，新选出的市议会通过条例，正式建立芝加哥市警察局。芝加哥被划分为3个辖区，每个辖区都设有一家分局。1860年，警探队伍成立，负责调查和解决犯罪。
1861年，伊利诺伊州议会通过法律，成立独立于芝加哥市市长的执行机构──警局委员会。市长因此被有效地剥夺了对警局的控制权。警局的领导权被委任给三名警察局长，局长任命警长（总警监）。
1875年，伊利诺伊州议会发现警察局长无力控制芝加哥警察局不断蔓延的腐败风气。于是议会通过议案，将领导权重新交给市长。市长可以在市议会的建议和认可下任命一位局长。
尽管在政策和实践上都强调集中，但各辖区的警监们都相对独立于总部，他们的职位都是该区的政客们帮助得来的。
想加入警局，政治关系很重要，在1895年之前，加入警局几乎没有什么正式要求。1856年，警局招募了许多在国外出生的新警员，特别是经验尚浅，但会说英语的爱尔兰移民。1872年，该局雇佣了第一名黑人警员，但是黑人在执勤时只能穿便衣，而且大多是在黑人社区巡逻。1885年，女性被招募来充当看守，负责看管女囚犯。正式的“女警官”直到1913年才出现，负责处理妇女和儿童问题。1895年，芝加哥市采用公务员选拔机制，笔试成为雇佣和提升的前提。招募新警员的标准提升了，但是还是受到政治影响。

### 參與案件或事件
- 追捕芝加哥犯罪集團的犯案者和案件調查
  - 聯合創始人、重罪犯，綽號「疤面」（Scarface）的艾爾·卡彭
  - 1929年情人節大屠殺案
- 1886年芝加哥乾草市場事件
- 1919年芝加哥種族暴動 - 1919年紅色夏季的一部份
- 1968年芝加哥民主黨全國大會示威 - 當中的警察暴力（Police riot）行為備受爭議。

## 组织结构

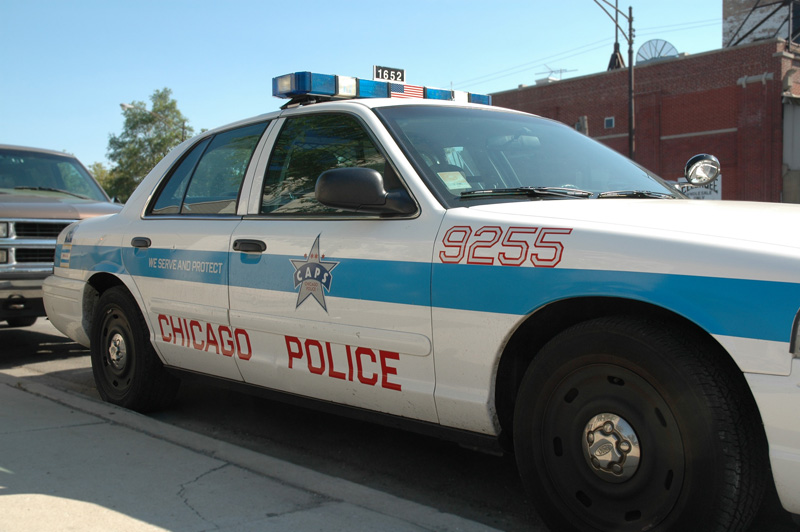
芝加哥警局使用的警车

局长在常务副局长的协助下领导芝加哥警察局。警察局下设6个部门，各由一名分局局长领导。
目前常务副局长是阿方莎·怀辛格。
截至2013年7月，该部门的六个部门分别是：
- 巡警分局（Bureau of Patrol）
  - 分局局长：Wayne Gulliford
- 警探分局（Bureau of Detectives）
  - 分局局长：John J. Escalante
- 有组织犯罪分局（Bureau of Organized Crime）
  - 分局局长：Nicholas Roti
- 内务分局（Bureau of Internal Affairs）
  - 分局局长：Juan Rivera
- 行政管理分局（Bureau of Administration）
  - 分局局长：Eugene Williams
- 组织发展分局（Bureau of Organizational Development）
  - 分局局长：Debra Kirby

全市共分为25个巡逻区，5个警探区。每区任命一名警监（Commander），负责该区。自警监以上称为高级警察，胸前佩戴金星。

### 警衔
| 警衔                                                    | 标志 | 注释 |
| ------------------------------------------------------- | ---- | --- |
| 总警监、局长（Superintendent of Police）                |      | 1人，芝加哥警察局最高长官                                                                                              |
| 第一副总警监、第一副局长（First Deputy Superintendent） |      | 1人，全面负责协助局长                                                                                                  |
| 分局总警监、分局局长（Chief）                           |      | 6人，管理分局 |
| 分局副总警监、分局副局长（Deputy Chief）                |      | |
| 警监（Commander）                                       |      | |
| 高级警督（Captain）                                     |      | |
| 警督（Lieutenant）                                      |      | |
| 警司（Sergeant）                                        |      | 资深警探 |
| 外勤訓練官（Field Training Officer）                    |      | 外勤訓練官的标志为一条V道加一条横道，中间著名“FTO”，但也不被视为有警衔的警官。                                         |
| 警探（Assigned Detective）                              |      | 芝加哥警探不被视为有警衔的警官，而是根据其所在部门分类，例如：暴力案件、抢劫、帮派、贩毒等（除非他们有警司或以上警衔） |
| 警员（Police Officer）                                  |      | 警员是最低一级的警官，他们负责巡逻和处理应急事务。                                                                     |

## 警员组成

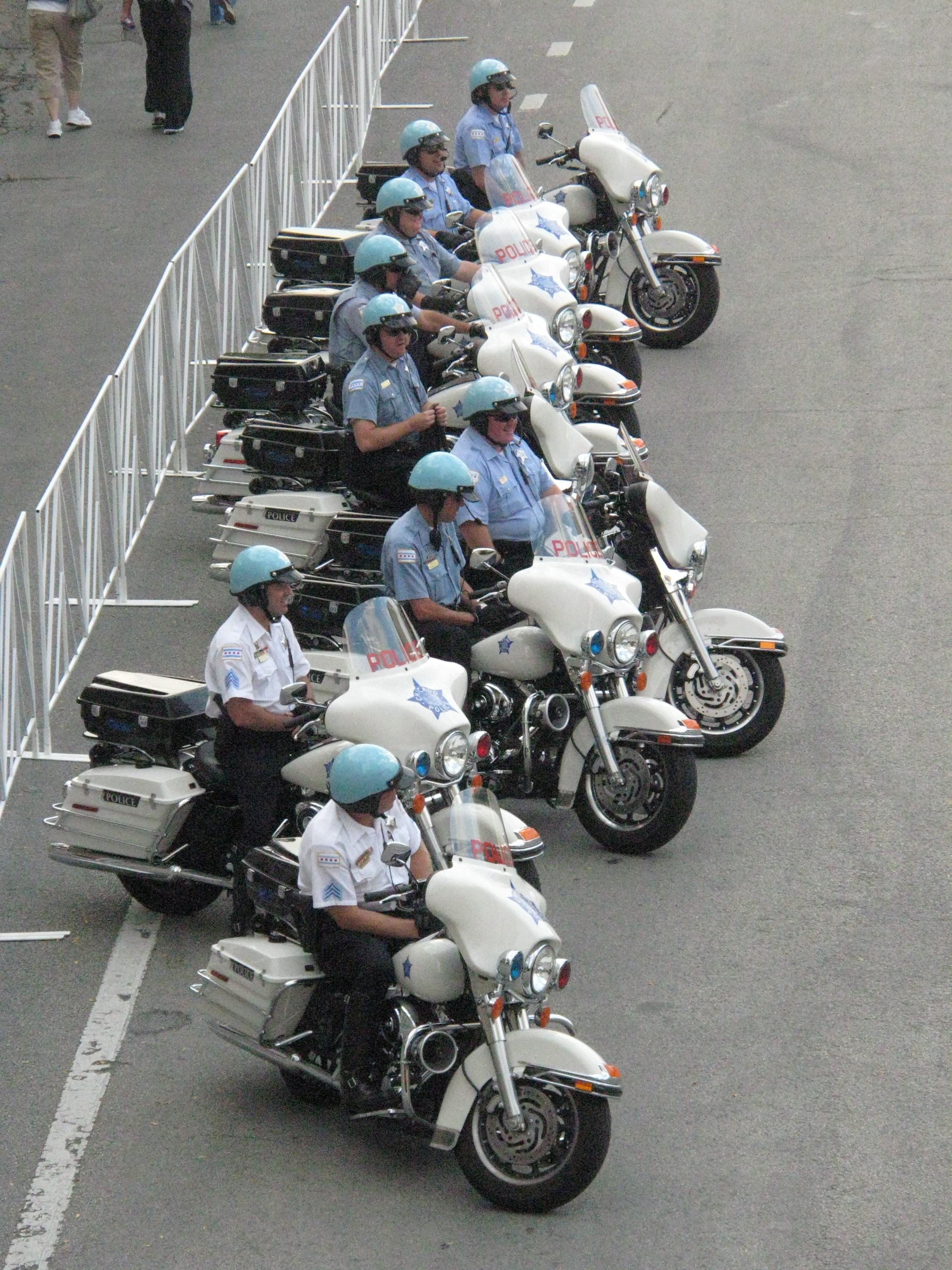
芝加哥警局的警察在警用摩托车旁等待2007年芝加哥马拉松赛起跑

### 按性别
- 男性：76%
- 女性：24%

### 按族群
- 白人：54%
- 非裔美国人/黑人：26%
- 拉美裔：18%
- 其他：2%[3]

## 薪酬
芝加哥警局的警员起薪为$43,104，在一年后涨到$55,723，18个月后则为$58,896。如果提升到特殊岗位或领导岗位，基本工资还会随着上涨。除了薪水以外，还有每年$2,920的工作奖金以及$1,800的制服津贴。

## 因公殉职
自成立以来，共有500名警官因公殉职。
| 死因       | 人数 | 类型       | 死因 |
| ---------- | ---- | ---------- | ---- |
| 意外       | 2    | 飞机事故   | 2    |
| 动物相关   | 2    | 遭袭       | 9    |
| 汽车事故   | 17   | 炸弹       | 5    |
| 溺水       | 1    | 职业病     | 2    |
| 爆炸       | 1    | 摔伤       | 4    |
| 火灾       | 1    | 中枪       | 369  |
| 意外枪伤   | 15   | 心脏病     | 10   |
| 摩托车事故 | 17   | 捅伤       | 3    |
| 被电车撞伤 | 1    | 被火车撞伤 | 7    |
| 被车辆撞伤 | 11   | 训练事故   | 1    |
| 追击嫌犯   | 13   | 车辆袭击   | 7    |

## 传记
- Burke, Edward M.and O'Gorman, Thomas J. . Chicago's Books Press. 2006. ISBN 978-0978866334 （英语）.
- Bingham, Dennis and Schultz, Russell A. . 芝加哥警察局（Chicago Police Department）. 2005 （英语）. ASIN B000W060OS